# Radoszowice
Radoszowice (deutsch Raschwitz, 1936 Raschdorf O.S., 1936–1945 Rauschwalde O.S.) ist ein Dorf in der Gmina Niemodlin, im Powiat Opolski, der Woiwodschaft Oppeln im Südwesten von Polen.

## Geographie

### Geographische Lage
Radoszowice liegt etwa 13 Kilometer nordwestlich vom Gemeindesitz Niemodlin (Falkenberg) und etwa 35 Kilometer westlich von der Kreisstadt und Woiwodschaftshauptstadt Oppeln. 
Radoszowice liegt in der Nizina Śląska (Schlesische Tiefebene) am Rande der Dolina Nysy Kłodzkiej (Glatzer Neiße-Tal) hin zur Równina Niemodlińska (Falkenberger Ebene).
Westlich von Radoszowice fließt die Nysa Kłodzka (dt. Glatzer Neisse). Ebenfalls westlich liegt das Naturreservat Kokorycz.

### Nachbarorte
Westlich von Radoszowice liegt Głębocko (dt. Tiefensee). Nördlich liegt Sarny Wielkie (Groß Sarne), im Osten Gracze (Graase), im Südosten Rutki (Rautke) und im Süden Tarnica (Tarnitze).

## Geschichte
Das Dorf wurde 1534 erstmals als Radoschowitz erwähnt. Das Dorf wurde vermutlich bereits um 1300 nach deutschem Recht gegründet. Der Name des Dorfes bedeutet „angenehmer Ort“ bzw. „Freudenort“. Für das Jahr 1581 ist nachgewiesen, dass die Dorfbevölkerung mehrheitlich deutschsprachig war.
Nach dem Ersten Schlesischen Krieg 1742 fiel Raschwitz mit dem größten Teil Schlesiens an Preußen.
Nach der Neuorganisation der Provinz Schlesien gehörte die Landgemeinde Raschwitz ab 1817 zum Landkreis Falkenberg O.S. im Regierungsbezirk Oppeln. 1824 wurde in Raschwitz eine evangelische Schule eingerichtet. 1845 bestand das Dorf aus 98 Häusern und einem Vorwerk. Im gleichen Jahr lebten in Raschwitz 531 Menschen, davon 91 katholische. 1855 lebten 556 Menschen im Ort. 1865 zählte das Dorf 18 Bauern-, 29 Gärtner- und 15 Häuslerstellen. Die zweiklassige evangelische Schule wurde im gleichen Jahr von 90 Schülern besucht. 1874 wurde der Amtsbezirk Graase gegründet, welcher aus den Landgemeinden Graase, Groß Mangersdorf, Groß Sarne, Klein Mangersdorf, Raschwitz und Rautke und den Gutsbezirken Graase, Groß Sarne, Klein Mangersdorf, Raschwitz und Rautke bestand. Erster Amtsvorsteher war der Rittergutsbesitzer Graf Praschma. 1885 zählte Raschwitz 625 Einwohner.
1933 lebten in Raschwitz 485 Menschen. Am 28. Juli 1936 wurde Raschwitz in Raschdorf O.S. umbenannt. Am 3. September 1936 wurde Raschdorf wiederum in Rauschwalde O.S. umbenannt. Im Jahr 1939 zählte das Dorf 209 Einwohner. Bis Kriegsende 1945 gehörte der Ort Rauschwalde O.S. zum Landkreis Falkenberg O.S.
Am 7. Februar 1945 rückte die Rote Armee in Rauschwalde ein. Danach kam der bisher deutsche Ort Rauschwalde O.S. unter polnische Verwaltung und wurde in Radoszowice umbenannt. Die verbliebenen Deutschen wurde am 21. Juni 1946 ausgewiesen und siedelten sich vorwiegend im Landkreis Nienburg/Weser an. 1950 kam der Ort zur Woiwodschaft Oppeln. 1999 kam der Ort als Teil der Gmina Niemodlin zum wiedergegründeten Powiat Opolski.